# Kispipa vendéglő (Miskolc)
A miskolci Kispipa vendéglő vagy Kispipa halászcsárda a Rákóczi Ferenc utca 4. szám alatt áll, a Sötétkapu közelében, a Művészetek Házával szemben.

## Története
Az épület felépítésével kapcsolatban – iratok híján – több elképzelés is van. Komáromy József szerint a házat a 18. század vége felé Gerga György görög kereskedő, és talán üzlettársa, Pataki György építtette. Ezt igazolhatja az, hogy 1817-ben a ház tulajdonosaként özvegy Gerga Györgynét jegyezték. Genthon István szerint 1810 körül épült, ebben az esetben viszont nem köthető Gerga Györgyhöz, mert ő akkor már elhunyt. Dobrossy István szerint a telek 1817-ben már létezett, és csak egy kisebb építmény állt rajta. Régi térképeken az 1878-as miskolci árvíz után a házhely üresnek tűnik, így a vendéglő csakis ezt követően, a 19. század végén, 1880–1884 között épülhetett, talán a régi alapok felhasználásával. Építészeti stílusa is az 1890-es évekre utal. A vendéglő működtetése (talán építtetése is) 1899-től az elismert miskolci vendéglőshöz, Mayer József (1856–1939) nevéhez fűződik, a Kispipa név is reá utal, mert pipaszára – egy korabeli fénykép tanúsága szerint – több mint egyméteres hosszúságú volt. Mayer József már 18 évesen vezetett éttermet Diósgyőrben, majd kibérelte a Vasgyár összes vendéglőjét. A Kispipát a Polgári Egylethez kötődve nyitotta meg. Az éttermet a földszinten rendezték be, az emeleten a tulajdonos lakott.
Miskolcon az 1831-ben, Széchenyi István támogatásával  megalakult Nemzeti Casinóból 1837-ben vált ki a városi iparosság néhány képviselője, és megalakították a Miskolczi Polgári Egyletet (később Miskolci Polgári Kaszinó). Az egylet a város több helyén tartotta összejöveteleit, mígnem Mayer József az egylet hivatalos vendéglőse nem lett. Mayer nemcsak vendéglős, de elismert bortermelő is volt, pincegazdaságának termékeit „Bodóvölgye" néven reklámozta. Húsz éven át volt elnöke, majd haláláig örökös díszelnöke a Borsod-Gömör-Kishont Vármegyei Vendéglősök, Korcsmárosok, Kávésok és Szállodások Egyesületének. Az egyesület a tulajdonos 1939-ben, 83 éves korában bekövetkezett halála után is még évekig a Kispipában tartotta összejöveteleit. Mayer Józsefet a mindszenti római katolikus temetőben helyezték végső nyugalomba.
A Kispipa megnyitása óta, az államosítás és a rendszerváltás után is változatlanul étteremként működik, ma Kispipa Halászcsárda néven. Hangulatos belső kiképzése mellett jellegzetes az előtte ekhós szekerekből kialakított terasza.

## Leírása
Az egyemeletes, alápincézett épület négyzetes alaprajzú, amelyhez északkeleti részén földszintes toldaléképület kapcsolódik, köztük egy kétszárnyú, íves záródású kapuval. A ház főhomlokzata keletre, azaz a Rákóczi Ferenc utcára néz. Az emeleti rész négyosztatú, míg a földszinten két ablak és bal oldalon a bejárat található. A nyílászárókon ma egyszerű, sima vakolatkeret van, ám ezek eredetileg – fennmaradt korabeli fényképek alapján – díszesebbek voltak, szép szemöldökpárkány is volt fölöttük. A homlokzat sarkain teljes magasságú vakolatlizénák helyezkednek el, ezek ma sima, díszítetlen elemek, de eredetileg erőteljes, vízszintesen hornyolt kiképzésük volt. Ezek a díszek valamelyik felújítás során vesztek el. Az emeleti és a földszinti részt osztópárkány választja el, amely a déli homlokzaton is folytatódik. A déli homlokzat mindkét szinten négytengelyes kialakítású, és a terület déli irányban való lejtése miatt magasabb, emiatt itt már látható a pinceablak is. 
A vendéglő belső helyiségei közül a bejáratnál nyíló terem két boltszakaszos, csehsüvegboltozattal fedett, míg a bejárattól jobbra nyíló terem teknőboltozatos. A többi helyiséget – az emeleten is – síkmennyezet fedi.

## Képek

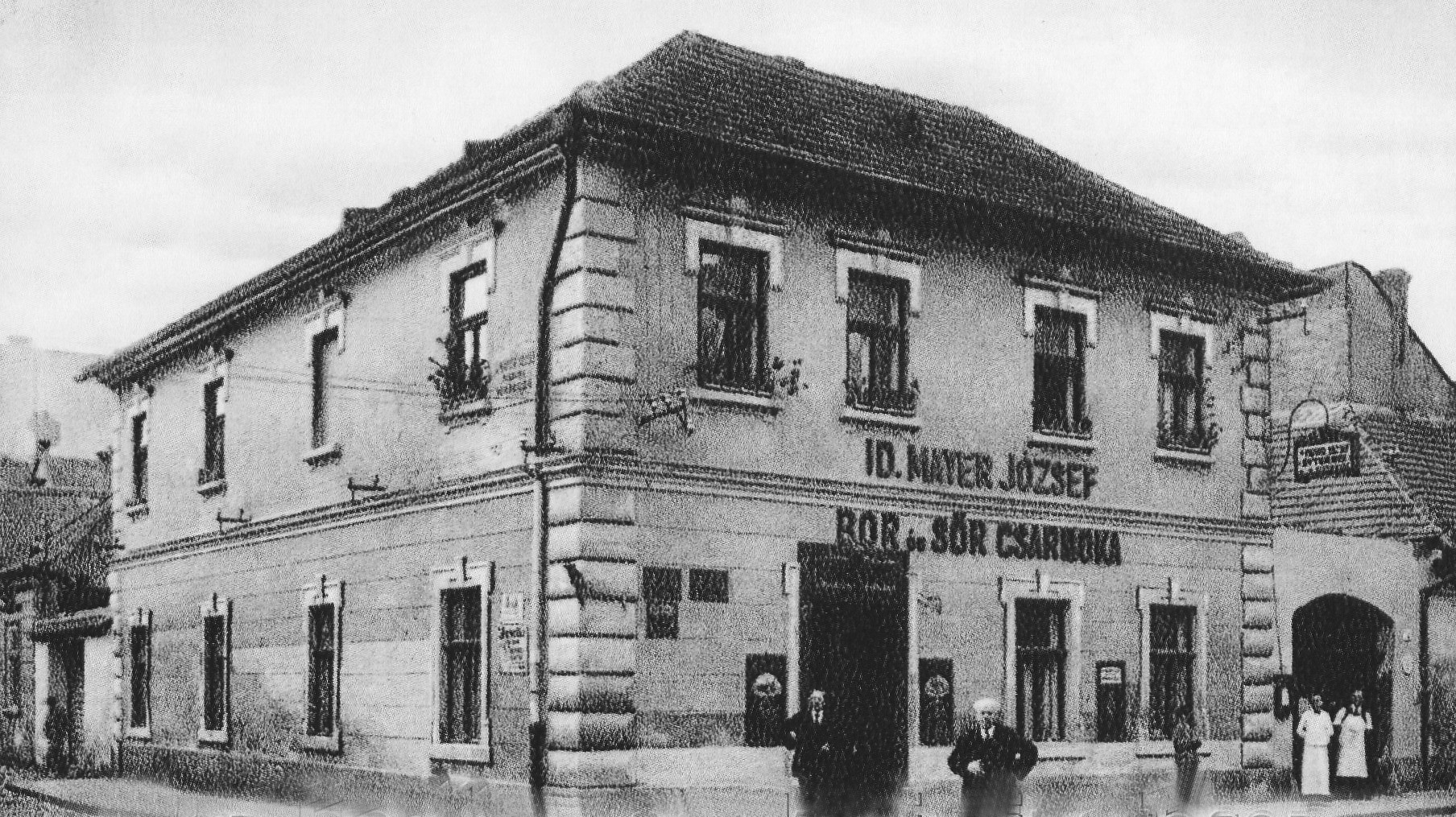
A vendéglő egykori neve Bor és Sör Csarnok
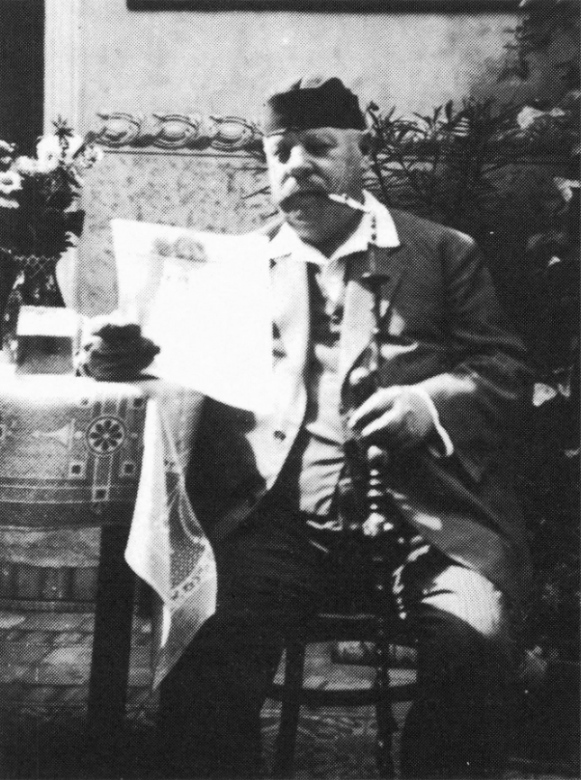
Mayer József az 1920-as években
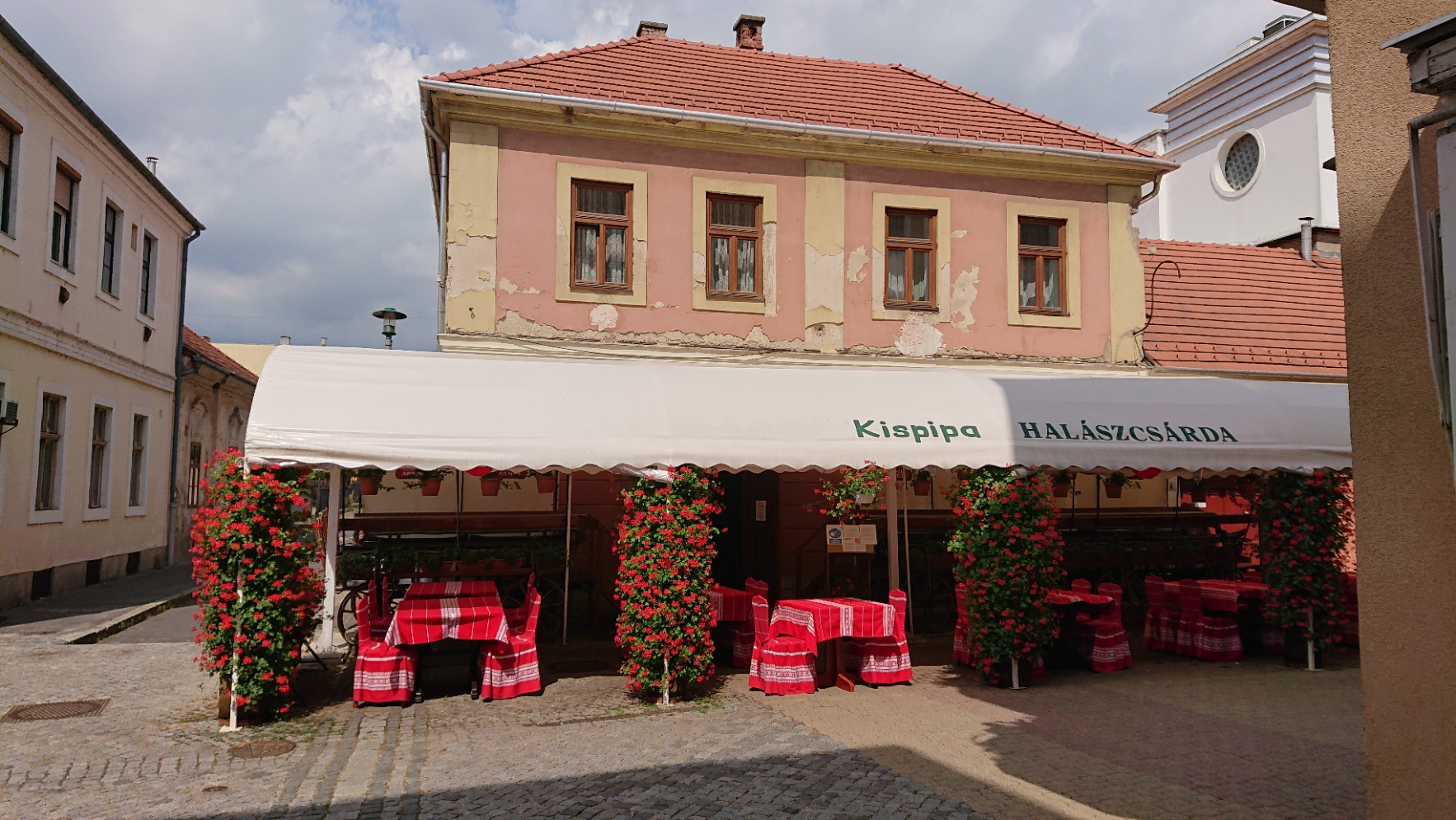
A Kispipa
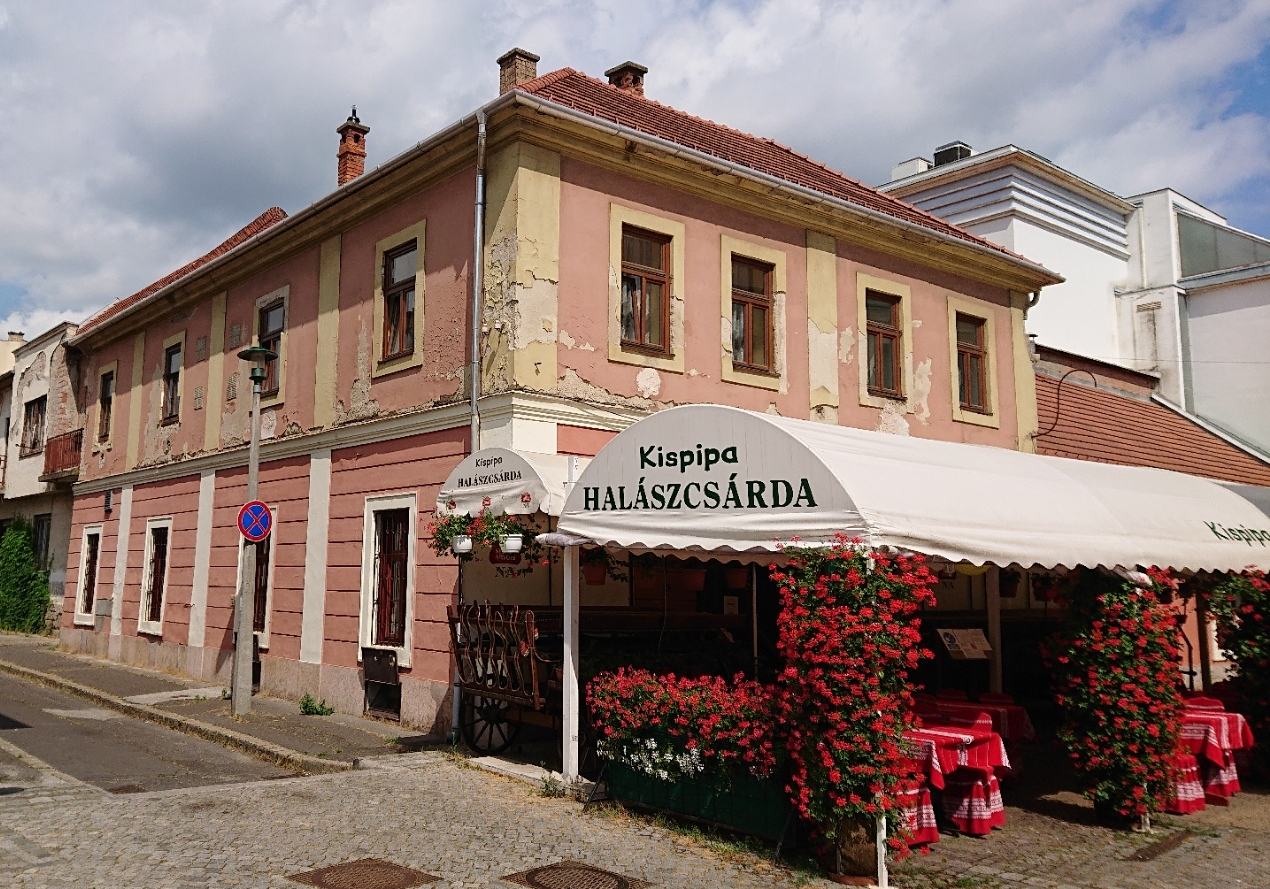
Az épület délkeletről
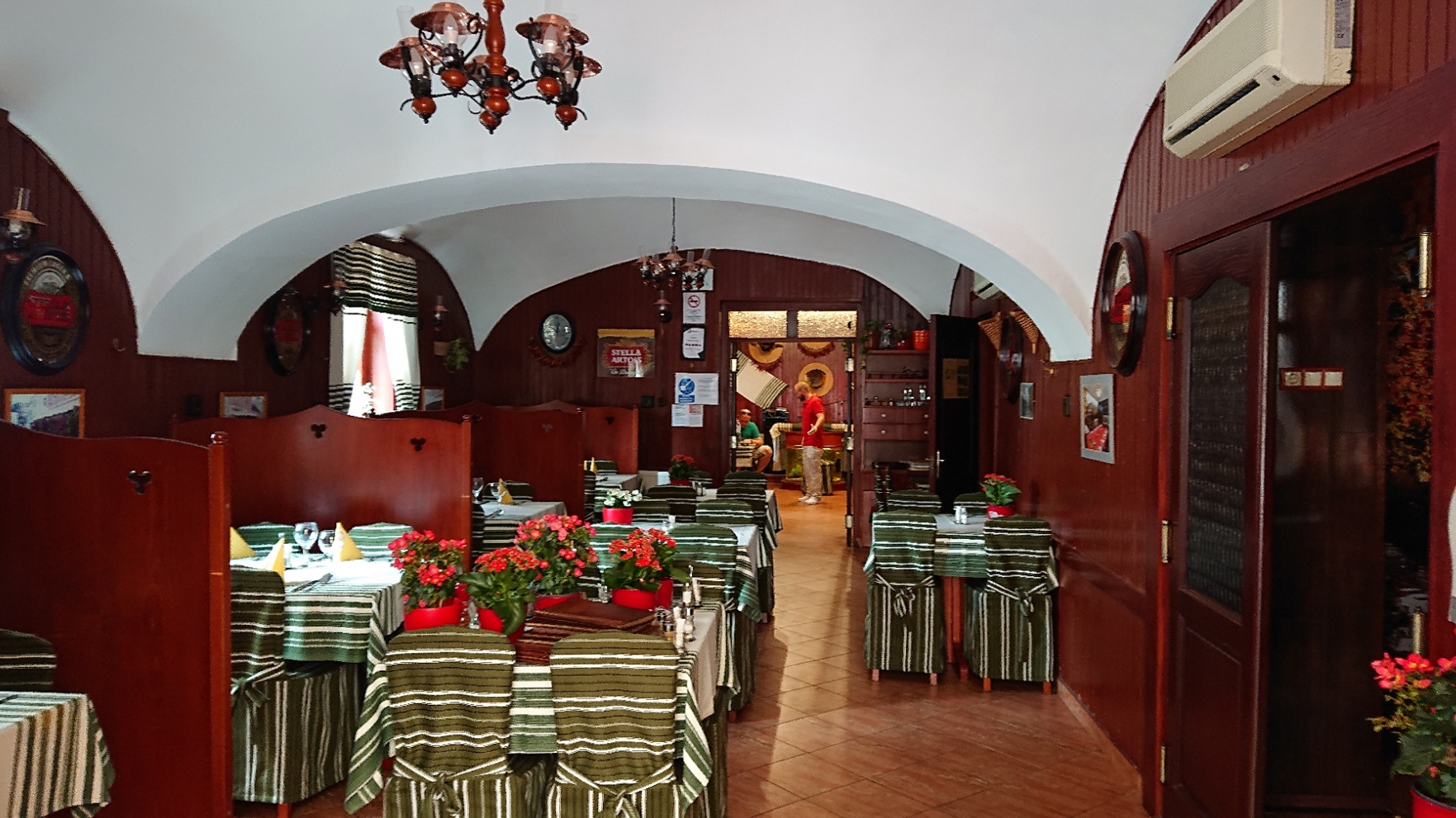
A vendégló belső tere